# Adam Bujak

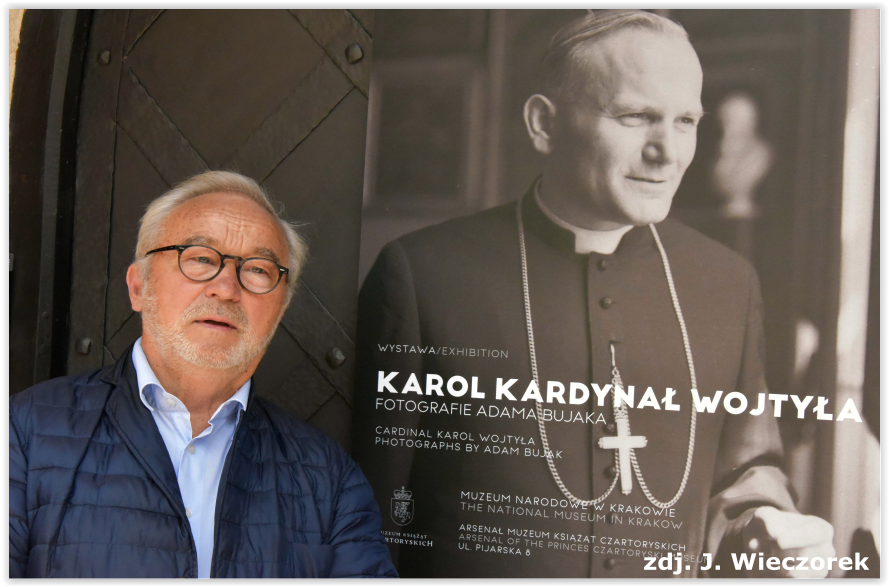
Adam Bujak na wystawie w Muzeum Narodowym w Krakowie (2020)

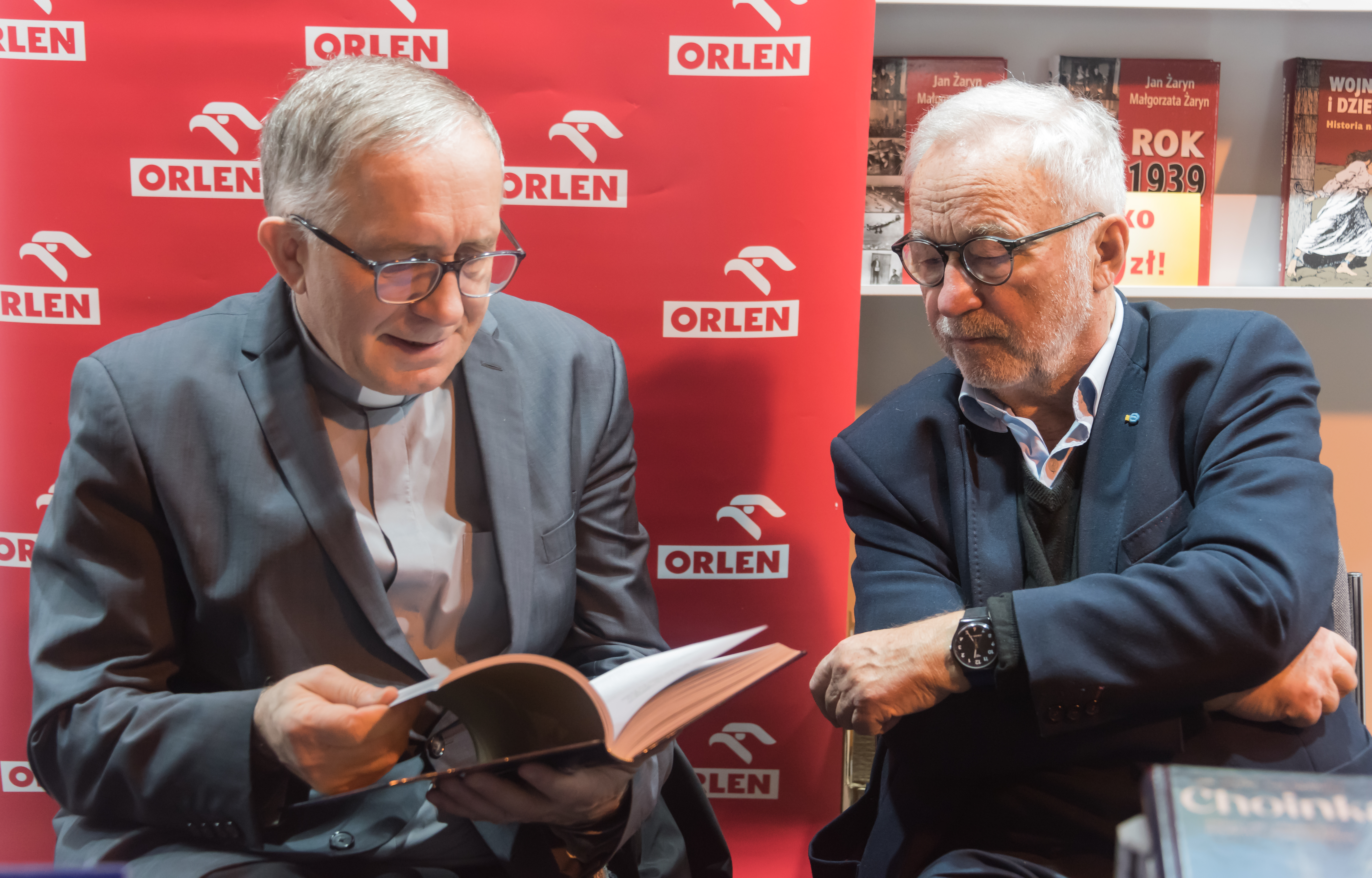
Adam Bujak (z prawej) w rozmowie z Józefem Naumowiczem podczas XXX Targów Książki Historycznej w Warszawie (2022)

Adam Tadeusz Bujak (ur. 12 maja 1942 w Krakowie) – polski fotograf. Kawaler Orderu Orła Białego.

## Życiorys
Syn żołnierza Legionów Polskich
Od lat 60 XX w. fotografował Karola Wojtyłę, a po wyborze na papieża towarzyszył mu – jako Janowi Pawłowi II – w jego licznych pielgrzymkach. Jest autorem ponad 130 albumów fotograficznych, a ponadto plakatów i kalendarzy. Publikował w „Tygodniku Powszechnym”, z którym w 1989 r. jednak zerwał współpracę. Ponadto jego zdjęcia ukazały się w albumach wydawnictwa Calvarianum, niemieckiego Verlag Herder i austriackiego Verlag Styria. Od 1996 roku nieprzerwanie współpracuje z krakowskim wydawnictwem Biały Kruk, w którym ukazało się blisko 100 pozycji z jego fotografiami. Od 2010 r. jest członkiem redakcji miesięcznika „Wpis”.
Od 1967 r. jest członkiem Związku Polskich Artystów Fotografików. Od 1970 należy do Royal Photographic Society w Londynie, a od 1965 do Arcybractwa Męki Pańskiej w Krakowie. Od 2009 r. jest członkiem Społecznego Komitetu Odnowy Zabytków Krakowa (SKOZK).
Jest laureatem wielu nagród krajowych i międzynarodowych. W 1973 r. został laureatem Nagrody Miasta Krakowa za „całokształt działalności artystycznej, upowszechniającej piękno Krakowa”. W 2003 otrzymał nagrodę Krakowska Książka Miesiąca za książkę Skarby klasztorów oraz Nagrodę Totus za „osiągnięcia w dziedzinie kultury chrześcijańskiej”. 5 października 2005 r., podczas uroczystości w Urzędzie Miasta Kraków został uhonorowany przez Ministra Kultury i Dziedzictwa Narodowego Waldemara Dąbrowskiego Srebrnym Medalem „Zasłużony Kulturze Gloria Artis”. Jego dzieła kilkakrotnie zostały odznaczone książkami roku, m.in. albumy „Ars. Dzieje św. Jana Marii Vianneya” (2009), „Polska. Panoramy” (2011) czy „Wiara” (2012). W 2014 roku został laureatem medalu Per Artem ad Deum (Przez sztukę do Boga), który odebrał 9 czerwca 2014 roku podczas wystawy Sacroexpo w Kielcach. 5 grudnia 2014 A.Bujakowi został wręczony Feniks Maltański, nagroda corocznie przyznawana wybitnym osobistościom kultury i sztuki, „za wypełnianie przestrzeni publicznej znaczącymi wydarzeniami artystycznymi, niosącymi przesłanie wartości chrześcijańskich.” W lutym 2017 r. został odznaczony nagrodą Książki Roku 2016 za książkę „Dziedzictwo Chrztu. 966 – 1966 – 2016”. 3 maja 2017, w uznaniu znamienitych zasług w działalności na rzecz rozwoju i popularyzowania kultury chrześcijańskiej, Prezydent RP Andrzej Duda nadał mu Order Orła Białego.
W 2005 r. był członkiem Honorowego Komitetu Poparcia Lecha Kaczyńskiego w wyborach Prezydenta Rzeczpospolitej Polskiej.
29 maja 2018 r. został powołany na członka Kapituły Orderu Orła Białego.
30 maja 2019 r. został odznaczony przez Ministra Kultury i Dziedzictwa Narodowego Piotra Glińskiego Złotym Medalem „Zasłużony Kulturze Gloria Artis”. Minister podkreślił, że polska kultura ma w osobie Adama Bujaka wielki filar i podporę.
1 grudnia 2023 r. otrzymał Medal Pro Patria. 
13 kwietnia 2024 został uhonorowany Nagrodą Główną "Feniks Złoty" XXIX Targów Wydawców Katolickich. W sierpniu 2025 został jednym z autorów i sygnatariuszy listu w obronie arcybiskupa Marka Jędraszewskiego, metropolity krakowskiego. Jego twórcy uważają, że hierarcha jest poddawany wielu niesprawiedliwym atakom medialnym. 

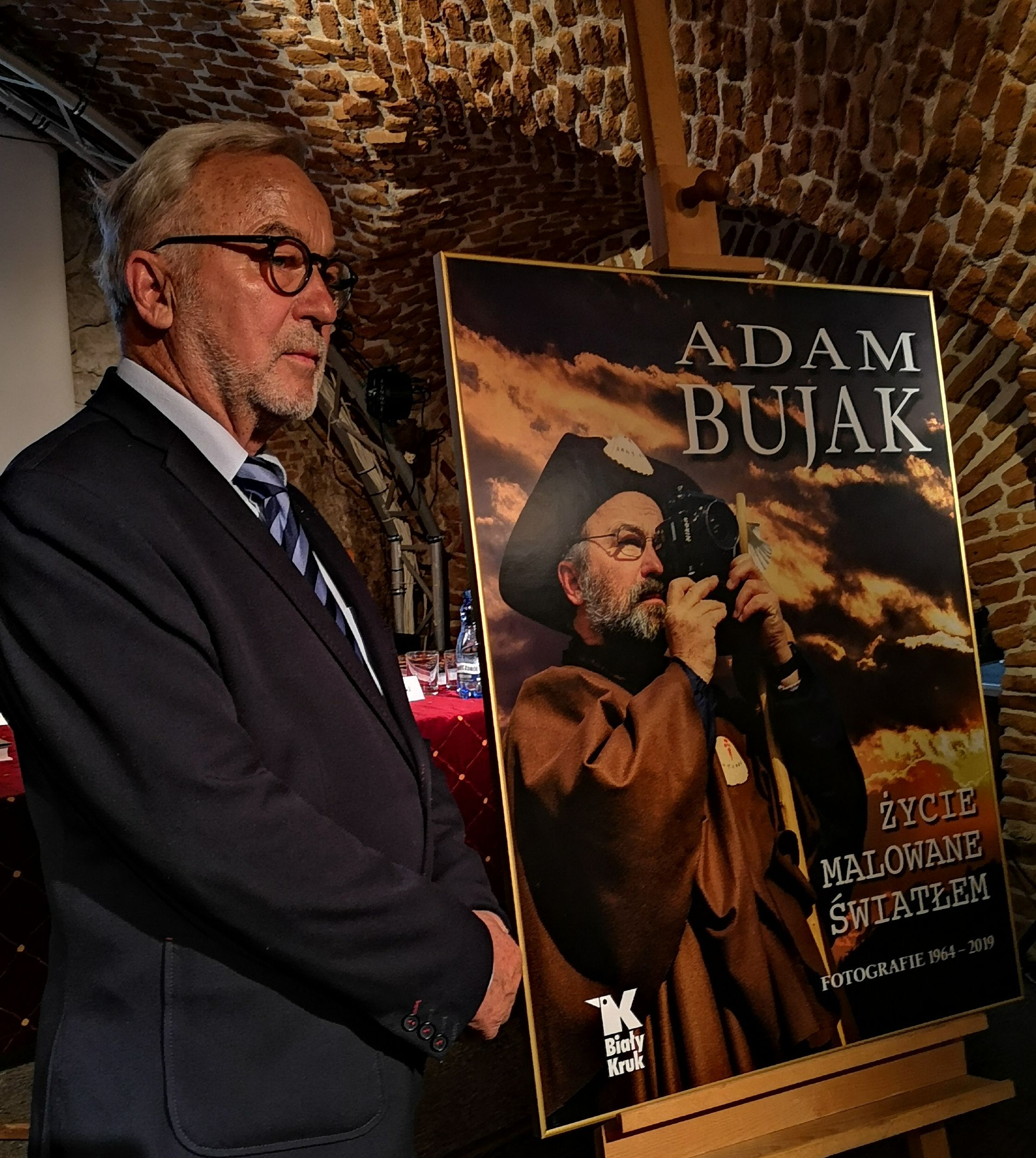
Adam Bujak w Kamieniołomie im. św. Jana Pawła II przy Kościele św. Józefa w Krakowie (2019)

## Wystawy indywidualne (wybór)
- Fotografia makabryczna, Jazz Club Gallery, Kraków (1961)
- Pamięć i martyrologia, Galeria WSP, Kraków (1963)
- Trzy reportaże, Galeria Iskra, Toruń (1971)
- Misteria, Galeria Krzysztofory, Kraków (1971)
- Misteria, Galeria Współczesna, Warszawa (1972)
- Misteria, Muzeum Sztuki, Łódź (1972)
- Misteria, Galeria Fotografii, Wrocław (1973)
- Misteria, Galeria BWA, Tarnów (1974)
- Misteria, Stara Galeria ZPAF, Warszawa (1975)
- Misteria, Chapelle des Colderiers – Musée Lorrain, Nancy, Francja (1975)
- Polacy, Galeria Kamieniołom, Kraków (1980)
- Polacy, Galeria ZPAF, Kraków (1980)
- Polacy, St. Klarakirche, Norymberga, Niemcy (1983)

## Publikacje
- Apostoł narodów. Jubileuszowa pielgrzymka Jana Pawła II śladami św. Pawła, wyd. Biały Kruk
- Arcybractwo Męki Pańskiej, wyd. Biały Kruk
- Ars. Dzieje życia św. Jana Marii Vianneya, wyd. Biały Kruk
- Asyż. Nadzieja świata, wyd. Biały Kruk
- Auschwitz. Rezydencja śmierci, wyd. Biały Kruk
- Bazylika Mariacka, wyd. Biały Kruk
- Betlejemska noc 2000, wyd. Biały Kruk
- Bliskie spotkania z Ojcem Świętym. 20 lat pontyfikatu, wyd. Biały Kruk
- Bonifratrzy. Z Andaluzji do Polski (współautor Wacław Klag), wyd. Biały Kruk
- Chrześcijanie Obojga Narodów, wyd. Biały Kruk
- Chwała Grunwaldu, wyd. Biały Kruk
- Czas bólu i radości, wyd. Biały Kruk
- Czas pojednania, wyd. Biały Kruk
- Dziedzictwo Chrztu. 966 – 1966 – 2016, wyd. Biały Kruk
- Dziwisz, wyd. Biały Kruk
- Europa krzyżem bogata. Od Golgoty do Strasburga, wyd. Biały Kruk
- Fatima 2000 z Janem Pawłem II, wyd. Biały Kruk
- Fatima z Janem Pawłem II, wyd. Biały Kruk
- Gród św. Kingi, wyd. Biały Kruk
- Grunwald 1410-2010 (kalendarz), wyd. Biały Kruk
- Hołd Katyński (współautorzy Marcin Bujak, Adam Wojnar, PAP, Marek Choiński, Maciej Wojciechowski), wyd. Biały Kruk
- Jan Paweł II dzień po dniu (współautor Arturo Mari), wyd. Biały Kruk
- Jan Paweł II i Benedykt XVI śladami Jezusa, wyd. Biały Kruk
- Jan Paweł II. Portrety (kalendarz), wyd. Biały Kruk
- Jan Paweł II. Syn tej ziemi (współautor Ryszard Rzepecki), wyd. Biały Kruk
- Jasna Góra. Częstochowa, wyd. Biały Kruk
- Jasna Góra (kalendarz), wyd. Biały Kruk
- Kalwaria, wyd. Biały Kruk
- Katedry Polski, wyd. Biały Kruk
- Katedry polskie, wyd. Biały Kruk
- Koszalin, wyd. Biały Kruk
- Kraków Jana Pawła II, wyd. Biały Kruk
- Kraków nocą (współautor Marcin Bujak), wyd. Biały Kruk
- Kronika Roku Świętego 2000 (współautor Arturo Mari), wyd. Biały Kruk
- Królewski Kraków, wyd. Biały Kruk
- Krzyż polski. Przybytek Pański, tom 1., wyd. Biały Kruk
- Kto wierzy, nigdy nie jest sam (współautor Leszek Sosnowski), wyd. Biały Kruk
- Lednica, czyli w sieci Bożej miłości, wyd. Biały Kruk
- Legenda białych braci, wyd. Biały Kruk
- Listy do Ojca Świętego, wyd. Biały Kruk
- Lourdes z Janem Pawłem II, wyd. Biały Kruk
- Lourdes. Stolica cudów, wyd. Biały Kruk
- Łaska pielgrzymowania. Santiago de Compostela, wyd. Biały Kruk
- Mała ojczyzna Jana Pawła II, wyd. Biały Kruk
- Małopolska (kalendarz), wyd. Biały Kruk
- Narodziny wyznawców (ilustracje fotograficzne do wierszy Karola Wojtyły), wyd. Biały Kruk
- Nekropolie królów i książąt polskich (album ze zdjęciami grobów władców polskich)
- Opłatek ze świętym, wyd. Biały Kruk
- Opuszczeni bohaterowie Powstania Warszawskiego, wyd. Biały Kruk
- Pamięć i wdzięczność, wyd. Biały Kruk
- Pasja. Misteria i film, wyd. Biały Kruk
- Patron, wyd. Biały Kruk
- Pielgrzymki polskie, wyd. Biały Kruk
- Pielgrzymki światowe (współautor Arturo Mari), wyd. Biały Kruk
- Pieśń o Bogu ukrytym, wyd. Biały Kruk
- Pieśń o Starym Sączu (współautor Sylwester Adamczyk), wyd. Biały Kruk
- Podwawelska Kolęda, wyd. Biały Kruk
- Poezje zebrane. Tryptyk rzymski, wyd. Biały Kruk
- Pokolenie J.P. II (współautor Arturo Mari), wyd. Biały Kruk
- Polska. Dom tysiącletniego narodu, wyd. Biały Kruk
- Polska. Dwanaście wieków, wyd. Biały Kruk
- Polsko, uwierz w swoją wielkość! wyd. Biały Kruk
- Polska na Liście UNESCO (kalendarz), wyd. Biały Kruk
- Polska. Panoramy, wyd. Biały Kruk
- Polska Wschodnia, wyd. Biały Kruk
- Pożegnanie Ojczyzny, wyd. Biały Kruk
- Prawy i Sprawiedliwy, wyd. Biały Kruk
- Promieniowanie świętości (współautor Arturo Mari), wyd. Biały Kruk
- Prymas tysiąclecia (współautorzy Krzysztof Wellman, Piotr Wójtowicz), wyd. Biały Kruk
- Santo subito! (kalendarz), wyd. Biały Kruk
- Skarby bernardynów, wyd. Biały Kruk
- Skarby klasztorów, wyd. Biały Kruk
- Słowo Boże z Łagiewnik, wyd. Biały Kruk
- Stolica niezłomna, wyd. Biały Kruk
- Światowe dziedzictwo. Polska na Liście UNESCO, wyd. Biały Kruk
- Święty ojciec Pio (współautor Arturo Mari), wyd. Biały Kruk
- Świt nowego tysiąclecia, wyd. Biały Kruk
- Tajemnica kamedułów, wyd. Biały Kruk
- Tajemnice Ziemi Świętej, wyd. Biały Kruk
- Tak Chrystusowi. Jubileusz Młodych Rzym sierpień 2000 (współautor Arturo Mari), wyd. Biały Kruk
- Totus Tuus, wyd. Biały Kruk
- Tragedia Aleppo, wyd. Biały Kruk
- Tutaj wszystko się zaczęło... (współautor Marcin Bujak), wyd. Biały Kruk
- Wawel, wyd. Biały Kruk
- Wawel. Katedra i zamek, wyd. Biały Kruk
- Wawel. Skarbiec wiary i polskości, wyd. Biały Kruk
- Wieliczka, Klejnot Rzeczypospolitej, wyd. Biały Kruk
- Wielki Tydzień z Janem Pawłem II (współautor Arturo Mari), wyd. Biały Kruk
- Wstańcie, chodźmy!, wyd. Biały Kruk
- Wygaszanie Polski 1989-2015, wyd. Biały Kruk
- Wygnani z raju, wyd. Biały Kruk
- Z serca błogosławię (współautorzy Arturo Mari, Marcin Bujak), wyd. Biały Kruk
- Ziemia Święta (kalendarz), wyd. Biały Kruk
- Ziemia trudnej jedności, wyd. Biały Kruk
- Znak przymierza, wyd. Biały Kruk
- Znak, któremu sprzeciwiać się będą, wyd. Biały Kruk
- Źródło nadziei (współautor Arturo Mari), wyd. Biały Kruk
- Życie każdemu drogie, wyd. Biały Kruk